# Knösö
Knösö är en halvö och stadsdel söder om Lyckeby i Karlskrona kommun. Knösö ligger innanför och har färjeförbindelse med Säljö.
På södra Knösö ligger Knösö naturreservat.  Knösöhalvön är ett omtyckt fritidsområde. 